# 马埃堡
马埃堡（法語：Mahébourg）是毛里求斯岛东南海岸上的一个小镇，2015年人口数量为15,457人。该镇被认作为大港區的首要城镇。
马埃堡以法国殖民时期中最成功的总督之一貝特朗-弗朗索瓦·馬埃·德·拉布爾多內的名字命名。